# Messincourt
Messincourt est une commune française, située dans le département des Ardennes en région Grand Est.

## Géographie
| Florenville Belgique     | Florenville Belgique | Florenville Belgique |
| Escombres-et-le-Chesnois | Messincourt          | Pure                 |
| sachy                    |                      | Osnes                |

La commune de Messincourt se situe à la frontière entre la France et la Belgique.

### Hydrographie
La commune est dans le bassin versant de la Meuse au sein du bassin Rhin-Meuse. Elle est drainée par le ruisseau de l'Aulnois, le ruisseau du Moulin de Sauzelle et le ruisseau de la Goutelle,.

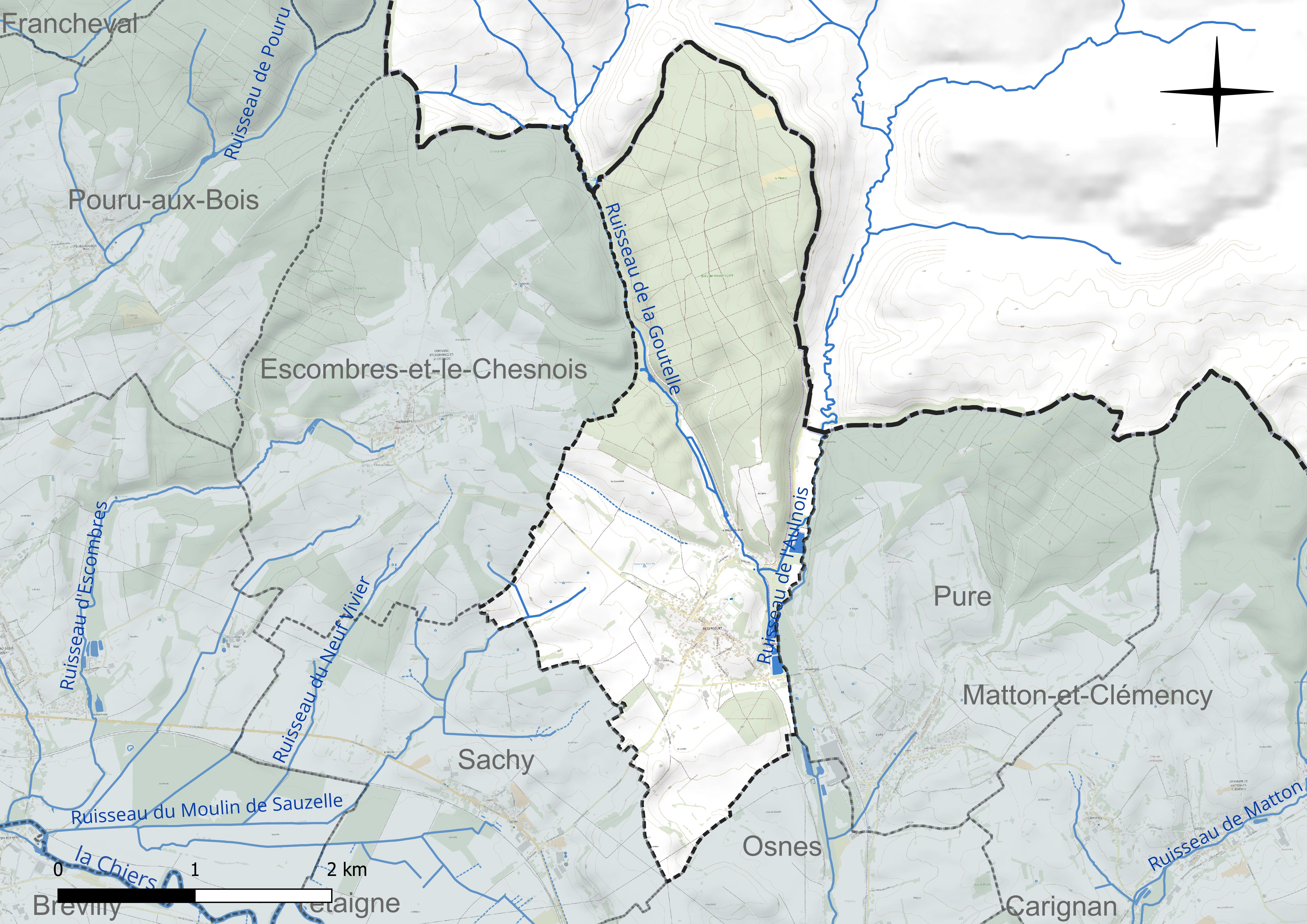
Réseau hydrographique de Messincourt.

### Climat
Pour des articles plus généraux, voir Climat du Grand Est et Climat des Ardennes.
En 2010, le climat de la commune est de type climat de montagne, selon une étude du Centre national de la recherche scientifique s'appuyant sur une série de données couvrant la période 1971-2000. En 2020, Météo-France publie une typologie des climats de la France métropolitaine dans laquelle la commune est dans une zone de transition entre le climat océanique altéré et le climat océanique altéré et est dans la région climatique Lorraine, plateau de Langres, Morvan, caractérisée par un hiver rude (1,5 °C), des vents modérés et des brouillards fréquents en automne et hiver.
Pour la période 1971-2000, la température annuelle moyenne est de 9,4 °C, avec une amplitude thermique annuelle de 15,7 °C. Le cumul annuel moyen de précipitations est de 949 mm, avec 13,6 jours de précipitations en janvier et 9,5 jours en juillet. Pour la période 1991-2020, la température moyenne annuelle observée sur la station météorologique de Météo-France la plus proche, « Douzy », sur la commune de Douzy à 8 km à vol d'oiseau, est de 10,5 °C et le cumul annuel moyen de précipitations est de 857,0 mm. 
La température maximale relevée sur cette station est de 40,3 °C, atteinte le 25 juillet 2019 ; la température minimale est de −14,8 °C, atteinte le 3 janvier 2004,,.
Les paramètres climatiques de la commune ont été estimés pour le milieu du siècle (2041-2070) selon différents scénarios d'émission de gaz à effet de serre à partir des nouvelles projections climatiques de référence DRIAS-2020. Ils sont consultables sur un site dédié publié par Météo-France en novembre 2022.

## Urbanisme

### Typologie
Au 1er janvier 2024, Messincourt est catégorisée bourg rural, selon la nouvelle grille communale de densité à 7 niveaux définie par l'Insee en 2022.
Elle est située hors unité urbaine et hors attraction des villes,.

### Occupation des sols
L'occupation des sols de la commune, telle qu'elle ressort de la base de données européenne d’occupation biophysique des sols Corine Land Cover (CLC), est marquée par l'importance des forêts et milieux semi-naturels (53 % en 2018), une proportion sensiblement équivalente à celle de 1990 (52,9 %). La répartition détaillée en 2018 est la suivante : 
forêts (46,5 %), terres arables (21,3 %), prairies (18,4 %), zones urbanisées (7 %), milieux à végétation arbustive et/ou herbacée (6,6 %), zones agricoles hétérogènes (0,3 %). L'évolution de l’occupation des sols de la commune et de ses infrastructures peut être observée sur les différentes représentations cartographiques du territoire : la carte de Cassini (XVIIIe siècle), la carte d'état-major (1820-1866) et les cartes ou photos aériennes de l'IGN pour la période actuelle (1950 à aujourd'hui).

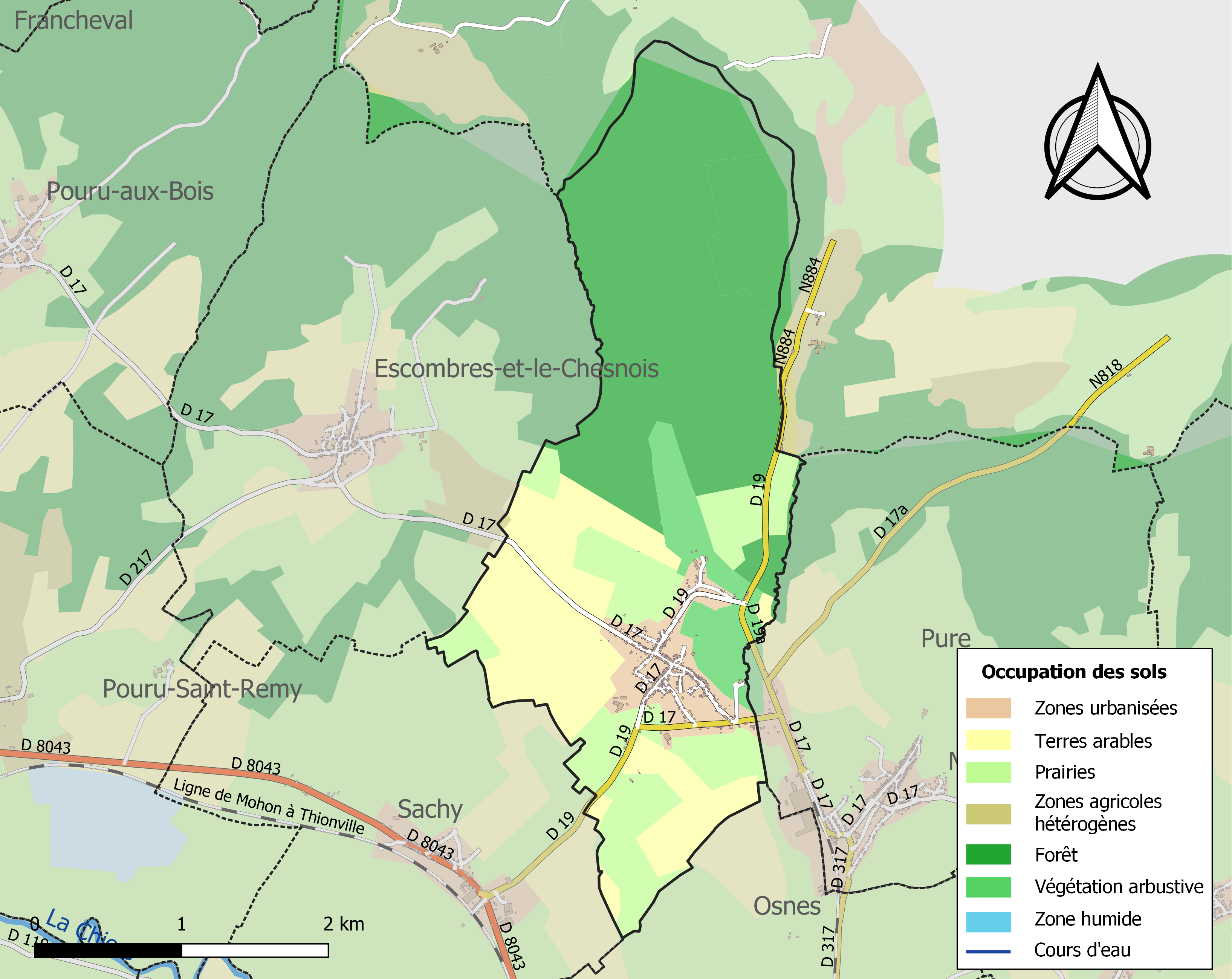
Carte des infrastructures et de l'occupation des sols de la commune en 2018 (CLC).

## Histoire
Selon Stéphane Gaber, la mention la plus anciennement attestée, Mulsencuten, date de 1096 ou 1097. C'est alors une possession de l’archevêque de Reims, par l'intermédiaire de l'abbaye de Mouzon. 
C'est environ en l'an 1197 que le domaine de Messaincourt a été détaché de la châtellénie de Mouzon et annexé à celle d'Yvois sous la redevance du relief envers les archevêques de Reims par Arnoul II comte de Chiny et Otton son fils.
Il appartenait autrefois au comte Robert de la Marck (duc de Bouillon et seigneur de Sedan), qui se mit sous la protection du roi de france François Ier  et qui envoya un défi à Charles-Quint. Cet empereur, pour l'en punir, mit le siège devant le château de Messincourt, qui fut pris par trahison. Le comte de Nassau, commandant les assiégeants (plus de 6000 lances), fit raser le château au printemps 1521. Cela fut le commencement d'une guerre ouverte entre l'empereur Charles-Quint et le roi François Ier de France. Un double canon, qui défendait le château durant ce siège de six semaines et trois jours, avait été coulé à Messincourt même.
Plusieurs décennies plus tard, un château (d'habitation) fut construit Celui-ci fut détruit en 2016 pour cause d'immeuble menaçant ruine, qui était due à son délabrement.
Messincourt était la première des «Quatre Filles d'Yvois» (Yvois était l'ancien nom de Carignan «érigé en duché de Carignan par Louis XIV au profit d'Eugène-Maurice de Savoie, comte de Soissons, prince de Carignan en Piémont ainsi la ville perd son nom pour devenir Carignan), c'est-à-dire sous la tutelle de l'une de ses vassales, et possédait un château.
En 1340 Carignan fut aussi Luxembourgeoise, la ville et sa prévôté sont vendues à Jean Ier de Bohême  dit  Jean l'Aveugle
En 1197, ce lieu se nommait alors Mulsenguisen,, il appartenait au comté de Luxembourg, futur Duché puis Grand-Duché de Luxembourg. Messincourt fut un des villages luxembourgeois. qui fut cédé ainsi que la partie méridionale de l'ancien duché de Luxembourg (sous le nom de Luxembourg françois) au royaume de France en 1659, par le traité des Pyrénées.
D'après d'anciens documents, l'orthographe de Messincourt était légèrement différente – à savoir, Meſsaincour – le s long (ſ) étant une des formes anciennes de la lettre «s» minuscule. Dans d'autres ouvrages on retrouve le nom de Messincourt sous d'autres orthographes[réf. à confirmer] : Messencourt, Messaincourt, Muſancourt.

## Politique et administration
| Période    | Période                   | Identité                                       | Étiquette | Qualité |
| ---------- | ------------------------- | ---------------------------------------------- | --------- | ------- |
| avant 1981 | ?                         | Daniel Pierre                                  | DVG       |         |
| mars 2001  | mars 2008                 | Jean-Claude Meunier                            |           |         |
| mars 2008  | 2010                      | Frédéric Blainville                            |           |         |
| 2010       | En cours (au 25 mai 2020) | Michel Sabatier Réélu pour la mandat 2020-2026 |           |         |

## Démographie
L'évolution du nombre d'habitants est connue à travers les recensements de la population effectués dans la commune depuis 1793. Pour les communes de moins de 10 000 habitants, une enquête de recensement portant sur toute la population est réalisée tous les cinq ans, les populations de référence des années intermédiaires étant quant à elles estimées par interpolation ou extrapolation. Pour la commune, le premier recensement exhaustif entrant dans le cadre du nouveau dispositif a été réalisé en 2007.

En 2022, la commune comptait 588 habitants, en évolution de −4,39 % par rapport à 2016 (Ardennes : −2,97 %, France hors Mayotte : +2,11 %).
| 1793 | 1800 | 1806 | 1821 | 1831 | 1836 | 1841 | 1846 | 1851 |
| ---- | ---- | ---- | ---- | ---- | ---- | ---- | ---- | ---- |
| 580  | 542  | 559  | 596  | 712  | 707  | 740  | 812  | 845  |

| 1866 | 1872  | 1876  | 1881 | 1886  | 1891 | 1896 | 1901 | 1906 |
| ---- | ----- | ----- | ---- | ----- | ---- | ---- | ---- | ---- |
| 966  | 1 058 | 1 022 | 999  | 1 020 | 926  | 984  | 945  | 935  |

| 1911 | 1921 | 1926 | 1931 | 1936 | 1946 | 1954 | 1962 | 1968 |
| ---- | ---- | ---- | ---- | ---- | ---- | ---- | ---- | ---- |
| 844  | 656  | 810  | 777  | 888  | 746  | 758  | 682  | 677  |

| 1975 | 1982 | 1990 | 1999 | 2006 | 2007 | 2012 | 2017 | 2022 |
| ---- | ---- | ---- | ---- | ---- | ---- | ---- | ---- | ---- |
| 704  | 618  | 555  | 530  | 581  | 588  | 617  | 612  | 588  |

## Culture locale et patrimoine

### Histoire et patrimoine
Selon S. Gaber, un moulin est mentionné dès 1248. Vers 1900, il y avait une minoterie et une scierie mécanique.
Simon Guillaume et son fils Nicolas, nés à Pure, décédés à Messincourt vers 1745, étaient tous deux meuniers.

### Lieux et monuments
- Le petit château de Messincourt fait partie d'un monument qui s'appelle « La petite ville ».
- Église Saint-Martin de Messincourt.

### Héraldique
| Blason de Messincourt | Blason  | D'azur à la bande d'argent remplie de gueules et chargée de trois étoiles d'or. |
| Blason de Messincourt | Détails | Les anciens seigneurs de Messaincourt (Messincourt) portaient d'azur à la bande de gueules bordée d'argent chargée de trois étoiles et de six raies d'or. Création MM. Baron, Demoncheaux et Jolly. Adopté le 28 novembre 1997. |

## Photographies  diverses
Château de Messincourt